# Robert Bach (Theologe)
Robert Bach (* 4. August 1926 in Höhscheid; † 31. August 2010 in Wuppertal) war ein deutscher evangelischer Theologe. Er war von 1959 bis zu seiner Emeritierung 1991 Ordinarius für Altes Testament an der Kirchlichen Hochschule Wuppertal.

## Leben
Robert Bach wurde als erstes Kind der Eheleute Julius Friedrich Robert Bach (1891–1971), Pfarrer im Höhscheider Stadtteil Widdert, und Elisabeth Risch (1898–1965), einer approbierten Ärztin, geboren. Nach dem Abitur in Bochum im September 1943 wurde er zum Arbeitsdienst und im Januar 1944 zum Militär eingezogen. Bei Kriegsende geriet er in britische Kriegsgefangenschaft, aus der er im August 1945 entlassen wurde. Bach war einer der ersten Hörer der 1945 wiedergegründeten Kirchlichen Hochschule Wuppertal: Am 16. November 1945 wurde Robert Bach mit der Matrikelnummer 2 eingeschrieben. 1947 wechselte er an die Georg-August-Universität in Göttingen, 1948 verbrachte Bach ein Gastjahr an der Universität Basel. 1951 legte er in Bielefeld das Erste Theologische Examen ab. 
Von 1951 bis 1955 war Robert Bach zunächst als Vikar, dann als Pastor im Hilfsdienst der Rheinischen Friedrich-Wilhelms-Universität in Bonn zugeteilt. Robert Bach promovierte 1951 dort bei Hans-Joachim Kraus mit einer traditionsgeschichtlich orientierten Arbeit zum Thema Die Erwählung Israels in der Wüste, in der er die Wüstentradition als eine der Pentateuchtraditionen untersuchte. Von 1955 bis 1962 war er Wissenschaftlicher Assistent und Dozent in Bonn, wo er sich 1956 mit einer Arbeit zum Thema Formgeschichtliche Untersuchungen zu den Fremdvölkersprüchen des Jeremiabuches habilitierte, die dann 1962 unter dem Titel Die Aufforderungen zur Flucht und zum Kampf im alttestamentlichen Prophetenspruch als neunter Band der Reihe Wissenschaftliche Monographien zum Alten und Neuen Testament von der Neukirchener Verlagsgesellschaft ediert wurde. Als Nachfolger von Hans Walter Wolff wurde Robert Bach 1959 zunächst Dozent und dann ordentlicher Professor für Altes Testament an der Kirchlichen Hochschule in Wuppertal. 
Im Mittelpunkt der Forschungs- und Lehrtätigkeit Bachs standen neben den Prophetenbüchern unter anderem Studien zum Buch Esra. Sein Beitrag Esra 1. Der Verfasser, seine „Quellen“ und sein Thema zur Festschrift für Hans Jochen Boecker (1993) vermittelt fundamentale Erkenntnisse zum Entstehungsprozess und zur Überlieferung des Buches.